# Фиатни пари
Фиатни пари (по-надолу обяснение и за фиатна валута, фиатна система на валутата) означава:
- пари, декларирани от правителство като законно платежно средство.[1]

- издавани (печатани) от държавата пари, които не са конвертируеми в нещо друго (напр. злато), нито притежават фиксирана стойност в смисъла на обективен стандарт.[2]

- пари без вътрешноприсъща стойност (intrinsic value).[3]

Терминът произлиза от латинското fiat, означаващо „да бъде направено“, „съгласие, одобрение, разрешение, декрет“, тъй като парите са установени с правителствен декрет. Където фиатните пари се използват като валута, се използва терминът фиатна валута. Днес повечето национални валути са фиатни валути, включително доларът, еврото и всички други резервни валути, това е след шока Никсън от 1971.